# 阿尔秋希诺农村居民点
阿尔秋希诺农村居民点（俄语：Артюшинское сельское поселение）是俄罗斯联邦沃洛格达州别洛泽尔斯克区所属的一个农村居民点。其下辖有20个居民点，行政中心为阿尔秋希诺。据2015年统计，该农村居民点的人口为724人。